# Siamés
Siamés (stylisé en majuscules SIAMÉS ou SIAMÉƧ ) est un groupe de rock électropop argentin créé en 2013 par Guillermo « Stoltz » Stölzing en tant que chanteur et guitariste et Juan Manuel « Blakk » Kokollo en tant que claviériste et synthétiseur.  
Des membres supplémentaires, tels que Barbie Williams (chanteuse), Gonzo Rooster (guitariste), Tish Planes (chanteur), Lucas « Gato » Hernández (batterie), Hutter Von Fonk (basse) et Walter C. (guitare) ont également participé à la production de leur premier album. 

## Histoire

### 2013-2019: Formation et premier album
En 2013, Stoltz et Blakk commencent à travailler ensemble après s'être rencontrés lors d'une soirée au club Roxy à Buenos Aires,. Le duo joue sur place pour une fête appelée Roxtar, avec Stoltz jouant en tant que membre de son ancien groupe MoodyMan et Blakk en tant que programmeur pour d'autres groupes.  Le duo commence à composer des chansons en anglais, malgré leur origine hispanophone.
En 2015, le groupe commence à prendre sa musique « plus au sérieux », à peu près au même moment où le groupe de Stoltz, MoodyMan, se sépare. Ils composent la chanson As You Get High, puis rapidement dix autres chansons qui sont compilées dans leur premier album. 
En août 2016 ils sortent leur album appelé Bounce Into The Music.
Le groupe fait plusieurs concerts et joue en première partie de groupes tels que The B-52's et The Magic Numbers. En 2015, Les deux membres fondateurs du groupe décident de prendre un risque et de développer « le premier clip d'anime d'Argentine ».  Ils engagent un le producteur Guillermo Porro, les artistes du studio d'animation Rudo Company et le réalisateur Fer Suniga pour réaliser le clip de la chanson The Wolf,.  La chanson The Wolf est le premier single de l'album Bounce Into The Music et il sort avec son clip vidéo d'animation.  
En septembre 2023 le clip a recueilli plus de 179 millions de vues sur YouTube. 

### 2019-2020:Summer Nightset deuxième album
En juin 2019, Siamés sort le single Summer Nights avec la chanteuse Barbie Williams. Le single sort avec un clip afin de promouvoir leur prochain album appelé Mother Robot. Le novembre de la même année, le groupe sort deux autres singles promotionnels; No Lullaby et I Can't Wait et leur deuxième album alors appelé Mother Robot est rebaptisé Home. Deux mois plus tard, Siamés sort les chansons Easier et Young & Restless. 
Le 13 mars 2020, Siamés sort son deuxième album intitulé Home.

## Membres du groupe

### Les membres actuels
- Guillermo « Stoltz » Stöltzing – chant, composition de chansons, art graphique (2013-present)
- Blakk - écriture, production, piano (2013-present)
- Gonzo Rooster - écriture de chansons, guitare basse, guitare (2013-present)
- Tish Planes – chant (2016-present)
- Walter C. – guitare (2016-present)
- Lucas « Gato » Hernandez - batterie (2016-present)
- Hutter Von Fonk – basse (2016-present)
- Barbie Williams – chant (2019-present)

## Tournées
En 2020, le groupe effectue sa première tournée aux États-Unis avec une date supplémentaire à Mexico. Une tournée est aussi prévue en Europe, mais le groupe est contraint de l'annuler en raison de la pandémie de Covid-19.
En 2022, le groupe effectue de nouveau un tournée aux États-Unis pour la sortie de leur deuxième album Home.
En 2023, le groupe effectue sa première tournée en Europe.

## Récompenses

### Musiques
En décembre 2016, Siamés remporte le concours musical intitulé True Sounds et organisé par Ballantine's parmi 270 groupes indépendants. 

### Clips
En 2017, le clip The Wolf remporte le prix dans la catégorie « Meilleure Animation » au Festival international d'animation de Córdoba. 